# Galaktički disk
Galaktički disk je dio galaktika s diskom, poput lećastih i spiralnih galaktika.
Ovaj je disk površina na kojoj se nalaze spirale, spiralni krakovi i prečke. Po pravilu se u galaktičkom disku nalazi više mladih zvijezda, plina i prašine nego u galaktičkom halou.
Galaktički se disk sastoji od plina, prašine i zvijezda. Plin i prašina tvore "plinski disk". Zvijezde tvore "zvjezdani disk".

## Nekonzistentne orbitalne brzine zvijezda
Uočeno je da orbitalna brzina zvijezda u disku većine galaktika s diskom nije konzistentna s količinom luminozne tvari izračunate za tu galaktiku. Moguće je objašnjenje ovog problema neluminozna tamna tvar.

## Kumova slama
Disk Kumove slame ima središnje ispupčenje, a ostatak te galaktike čine halo i korona. Promjera je većeg od 100 000 gs i debljine 1 000 gs. Masa diska s ispupčenjem jest dvjesta milijarda Sunčevih masa.
Veliki dio zvijezda unutar galaktike otprilike je ravnomjerno raspoređena po galaktičkom disku. Nasuprot galaktičkom halou, ponajviše sadrži zvijezde populacije I, koje odlikuje visoki udio teških metala.
Po disku se nalaze planetne maglice, ostatci (remnanti) supernova i rijetka međuzvjezdana tvar.

## Daljnja literatura
- Van Der Kruit, P. C.; Freeman, K. C. 2011. Galaxy Disks. Annual Review of Astronomy and Astrophysics (engleski). 49: 301. arXiv:1101.1771. Bibcode:2011ARA&A..49..301V. doi:10.1146/annurev-astro-083109-153241